# Arachnion album
Arachnion album är en svampart som beskrevs av Schwein. 1822. Arachnion album ingår i släktet Arachnion och familjen Agaricaceae.   Inga underarter finns listade i Catalogue of Life.